# Cayugas
Os cayugas (Guyohkohnyo, lit. "o povo do grande pântano") foram um dos cinco constituintes originais dos Iroqueses, uma confederação de nativos norte-americanos em Nova York. O lar dos cayugas estava situado nos Finger Lakes, região entre seus vizinhos de agremiação, os Onondagas e os seneca.
Os cayugas ficaram ao lado dos britânicos durante a Guerra da Independência e, após muitos ataques dos colonos norte-americanos, a punitiva Expedição Sullivan devastou a terra natal dos cayugas, destruindo as principais aldeias cayugas, como Goiogouen e Chonodote. Os sobreviventes buscaram refúgio junto a outras tribos iroquesas ou em Ontário, Canadá onde lhes foram concedida terras pelos britânicos, em reconhecimento por sua lealdade à Coroa.
Em 11 de Novembro de 1794, os cayugas de Nova York (juntamente com outras tribos Haudenosaunee) assinaram o Tratado de Canandaigua com os Estados Unidos.